# Ipomoea squamosa
Ipomoea squamosa är en vindeväxtart som beskrevs av Jacques Denys Denis Choisy. Ipomoea squamosa ingår i släktet praktvindor, och familjen vindeväxter. Utöver nominatformen finns också underarten I. s. villosa.

## Bildgalleri

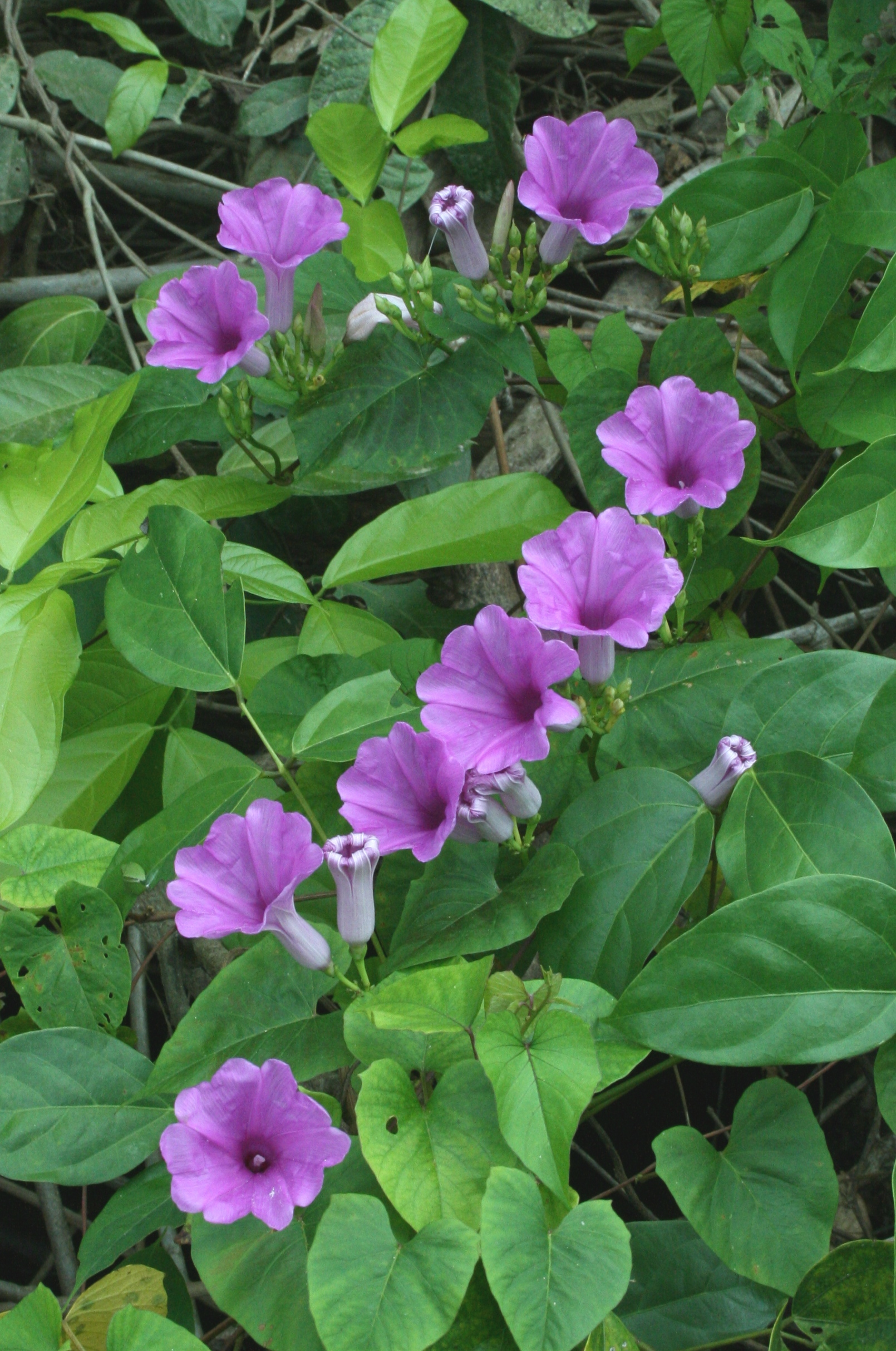